# The C Programming Language

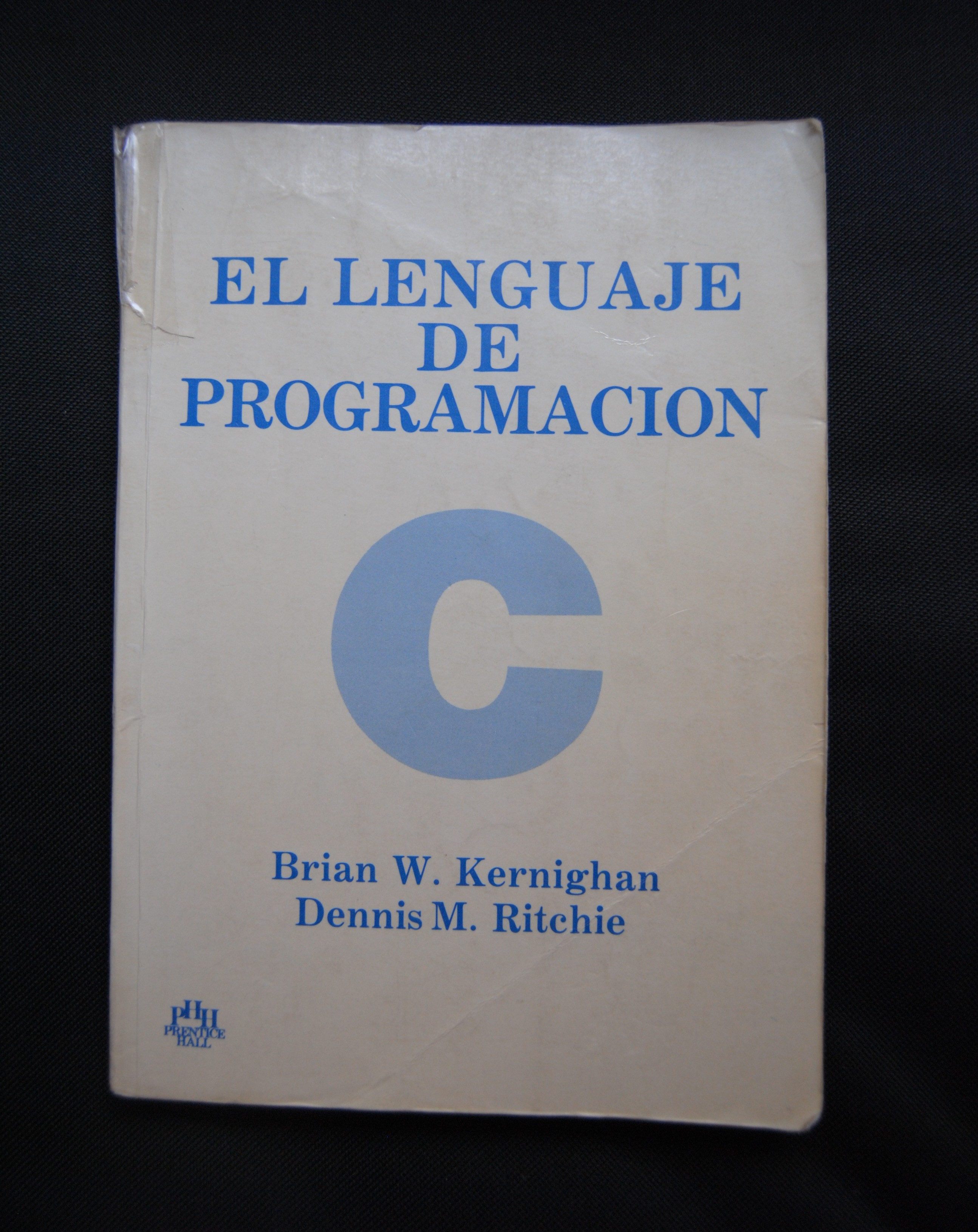
Přední strana obálky prvního vydání knihy „The C Programming Language“ ve španělštině.

The C Programming Language (česky Programovací jazyk C) je slavná kniha o programovacím jazyku C, kterou v roce 1978 napsali Dennis Ritchie a Brian Kernighan – podle příjmení autorů se kniha také označuje zkráceně jako K&R.
Mezi programátory byla označována jako „Bible jazyka C“ a po mnoho let sloužila jako neformální specifikace jazyka. Knihou popisovaná verze C bývá označována jako K&R C. Druhé vydání knihy z roku 1988 popisovalo novější standard ANSI C.
V knize se také poprvé objevil legendární program Hello World!. Namísto dlouhého teoretického vysvětlování syntaxe jazyka je uveden zdrojový kód kratičkého programu, který na obrazovku počítače pouze vypíše pozdrav „hello world!“ (v češtině „Ahoj, světe!“ nebo „Ahoj, lidi!“).
Tento způsob výuky se velmi osvědčil a v informatice se stal tradicí.
Kniha byla přeložena do dvaceti jazyků.
V českém překladu vyšla kniha poprvé v roce 2006 jako Programovací jazyk C v překladu Zbyňka Šťávy. Knihu vydalo nakladatelství Computer Press. Kniha je doplněna o dodatky k standardu C99 od Miroslava Viriuse.